# Gideon Welles

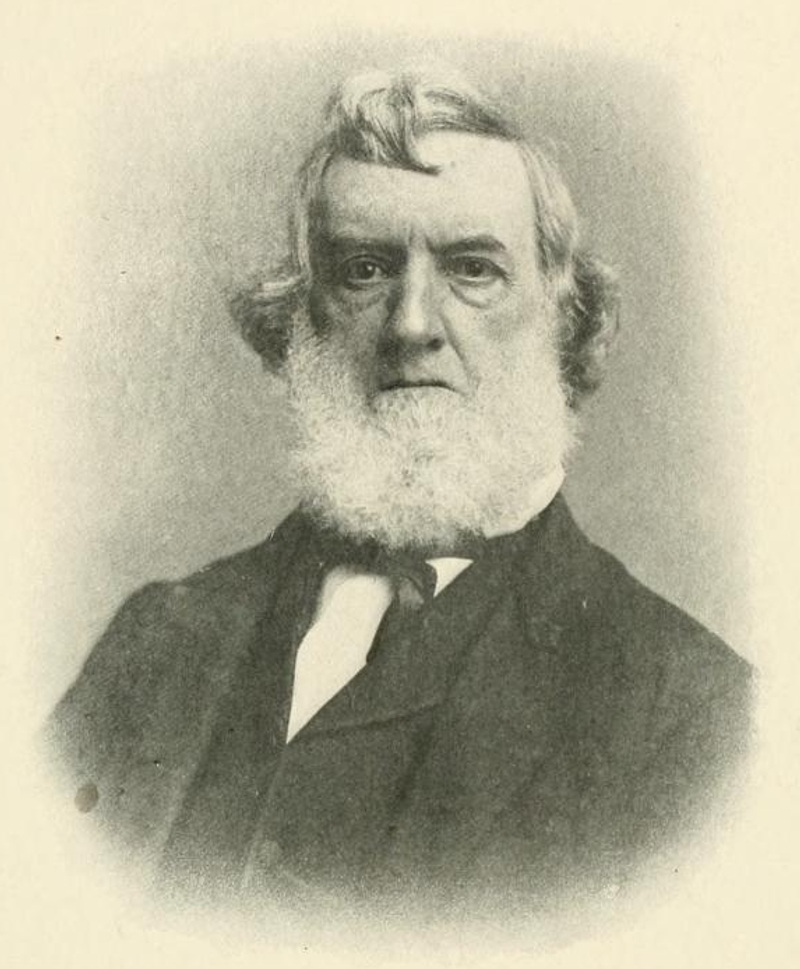
Gideon Welles

William H. Seward, Außenminister, Edwin M. Stanton, Kriegsminister, Gideon Welles, Marineminister, Salmon P. Chase, Finanzminister

Gideon Welles (* 1. Juli 1802 in Glastonbury, Connecticut; † 11. Februar 1878 in Hartford, Connecticut) war ein US-amerikanischer Politiker. Im Kabinett von Abraham Lincoln und dessen Nachfolger Andrew Johnson war er von 1861 bis 1869 Marineminister der Vereinigten Staaten und in dieser Zeit wesentlich am Aufbau einer schlagkräftigen Marine der Nordstaaten beteiligt, die die Blockade der Südstaaten während des Bürgerkrieges umsetzen konnte.

## Leben
Welles besuchte die Cheshire Academy sowie die Norwich-Militärakademie in Vermont und wurde zunächst Anwalt, später dann Journalist in Hartford. 1826 gründete er die Zeitschrift  Hartford Times. Außerdem saß er für die Demokraten im Repräsentantenhaus von Connecticut und hatte verschiedene offizielle Posten, wie den des Postmeisters in Hartford von 1836 bis 1841 und des Leiters des Versorgungsamts der Marine von 1846 bis 1849. Außerdem wurde er dreimal zum State Comptroller von Connecticut gewählt.
Aufgrund seiner dezidierten Ablehnung der Sklaverei löste er sich von den Demokraten, zuerst 1848 in der Unterstützung der Free Soil Party von Martin Van Buren und endgültig mit der Gründung der Republikanischen Partei 1854, die er in Connecticut mit aufbaute. Zu deren Unterstützung gründete er 1856 die Zeitschrift Hartford Evening Press. Bei der Wahl zum Gouverneur für die Republikaner war er 1856 hinter dem siegreichen William T. Minor von der Know-Nothing Party und dem Demokraten Samuel Ingham Dritter mit 10,1 Prozent der Stimmen. Welles war ein aktiver Parteigänger von Abraham Lincoln, der ihn am 7. März 1861 zum Marineminister (Secretary of the Navy) machte. In dieser Funktion baute er die Marine der Nordstaaten stark aus und unterstützte auch nach anfänglichem Widerstand die Politik der Blockade der Häfen der Südstaaten (Anakonda-Plan), die nicht zuletzt dank Welles’ Einsatz effektiv umgesetzt werden konnte und wesentlich zum für die Nordstaaten positiven Ausgang des Bürgerkrieges beitrug.
Welles diente auch unter Lincolns Nachfolger Johnson als Marineminister, verließ aber das Kabinett 1869 in Auseinandersetzung über die Reconstruction-Politik des Präsidenten. Er hielt aber in dessen Amtsenthebungsverfahren loyal zu Johnson. Welles wechselte wieder zur Demokratischen Partei zurück und kehrte nach Hartford zurück, wo er seine Zeitschriften herausgab und schriftstellerisch aktiv war. Unter anderem veröffentlichte er eine Biographie: Mr. Lincoln and Mr. Seward (New York 1873).
Er hinterließ ein Tagebuch, das als wichtige Quelle für das Kabinett Lincoln und den Bürgerkrieg gilt. Die erste Ausgabe veröffentlichte sein Sohn 1911 (sie war noch von Welles selbst bearbeitet worden), eine Ausgabe nach dem Original erschien 1960.